# Унтерварноу
Унтерварноу (нім. Unterwarnow) — лиман річки Варноу (нім. Warnow) у Мекленбурзі, північна Німеччина. Пов'язаний із Балтійським морем у Варнемюнде. На берегах лиману розташоване місто Росток.